# Geprüfte Schutz- und Sicherheitskraft
Die Geprüfte Schutz- und Sicherheitskraft (GSSK) ist eine Fortbildung in der Sicherheitsbranche in Deutschland.

## Zulassungsvoraussetzungen
- eine mit Erfolg abgelegte Abschlussprüfung in einem anerkannten Ausbildungsberuf und danach eine mindestens zweijährige Berufspraxis in der Sicherheitswirtschaft oder
- eine mindestens fünfjährige Berufspraxis, von der mindestens drei Jahre in der Sicherheitswirtschaft abgeleistet sein müssen und
- ein Mindestalter von 24 Jahren und
- die Teilnahme an einem Erste-Hilfe-Lehrgang, dessen Beendigung nicht länger als 24 Monate zurückliegt.[1]

## Fortbildungsdauer
Es besteht keine Pflicht, einen Vorbereitungskurs zu besuchen, jedoch wird es aufgrund des Stoffumfanges empfohlen. Die IHK-Stundenempfehlung beträgt 210 Unterrichtsstunden. Ein Kurs kann sowohl in Vollzeit oder Teilzeit durchgeführt werden.

## Prüfungsinhalte
| Prüfungsfach                                                            | Unterrichtsstunden | Prüfungsumfang | Prüfungsart |
| ----------------------------------------------------------------------- | ------------------ | -------------- | ----------- |
| 00. Lern- und Arbeitsmethodik:                                          | 10                 | -              | -           |
| Teil A: Rechts- und Aufgabenbezogenes Handeln                           | 80 UE              | 150 min.       | schriftlich |
| 01. Rechtskunde:                                                        | 40                 | -              | -           |
| 02. Dienstkunde:                                                        | 40                 | -              | -           |
| Teil B: Gefahrenabwehr sowie Einsatz von Schutz- und Sicherheitstechnik | 56 UE              | 150 min.       | schriftlich |
| 03. Brandschutz und sonstige Notfallmaßnahmen:                          | 18                 | -              | -           |
| 04. Arbeits-, Gesundheits- und Umweltschutz:                            | 18                 | -              | -           |
| 05. Einsatz von Schutz- und Sicherheitstechnik:                         | 20                 | -              | -           |
| Teil C: Sicherheits- und serviceorientiertes Verhalten und Handeln      | 64 UE              | 30 min.        | mündlich    |
| 06. Situationsbeurteilung und -bewältigung:                             | 24                 | -              | -           |
| 07. Kommunikation:                                                      | 20                 | -              | -           |
| 08. Kunden- und Serviceorientierung:                                    | 10                 | -              | -           |
| 09. Zusammenarbeit:                                                     | 10                 | -              | -           |
| Zusammenfassung                                                         | 210                | -              | -           |